# Adoração dos Pastores (Josefa de Óbidos)
Adoração dos Pastores é um óleo sobre tela sobre o tema da Adoração dos Pastores, do ciclo da Natividade, de autoria de pintora Josefa de Óbidos. Pintado em 1669 e mede 150 cm de altura e 164 cm de largura.
A pintura pertence ao Museu Nacional de Arte Antiga de Lisboa.